# Graciela Huinao
Graciela Huinao (Osorno, Chile, 14 de outubro de 1956) é uma escritora e poetisa mapuche de língua espanhola, primeira mulher indígena a ingressar na Academia Chilena da Língua.

## Biografia
Graciela Huinao nasceu no território de Chaurakawin (Osorno, sul do Chile), em 1956.
Filha de Herminia Alarcón e Dolorindo Huinao (neta de Adolfo Huinao e Almerinda Loi Katrilef; bisneta de José Loi) ingressou na Escola 107 em 1962. Em 1969, quando tinha 13 anos, perdeu a sua mãe e 8 anos mais tarde, em 1977, perdeu seu pai, após o qual mudou-se para a capital do Chile, Santiago.
Huinao publicou seu primeiro poema, "A loika", em 1989 e seu primeiro livro Walinto, em 2001 (foi reeditado em 2008 em mapudungun, espanhol e inglês). O nome deste poema é o da comunidade mapuche onde nasceu, localizada à 36 quilómetros de Osorno.
Tem escrito relatos, novelas e alguns livros, como "Hilando en la memoria".
Graciela Huinao é considerada uma importante poetisa Mapuche-Huilliche, ao lado de Roxana Miranda.

## Obras
- Walinto, poemario, edição bilingüe, com tradução ao mapudungun de Clara Antinao Varas; editorial La Garza Morena, Santiago, 2001. (reeditado por Cuarto Proprio, 2009, em volume trilingüe: mapudungun-espanhol-inglês).[9][10]
- La nieta del brujo, seis relatos williche, Caballo de Mar, 2003.[9]
- Desde el fogón de una casa de putas williche, novela, CDM, 2010 (reeditado em Espanha por Ediciones Lastarria y De Mora, 2022).[9]
- Katrilef, hija de un ülmen mapuche williche. Relato de su vida, ICIIS, 2015.[11]